# Кардинал

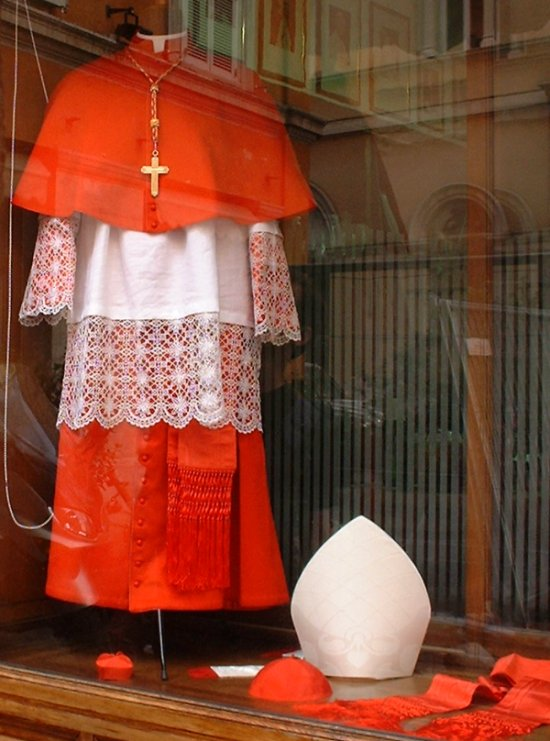
Облачение кардиналов

Кардина́л (через нем. Kardinal или фр. cardinal, от лат. cardinālis — «главный, основной», к саrdō — «дверная петля») — высшее после папы римского духовное лицо Католической церкви, принадлежащее к любой из трёх степеней священства Cardinalis sanctае romanае Ecclesiае (с лат. — «Кардинал Святой Римской Церкви»). В соответствии с Кодексом канонического права 1983 года в функции кардиналов входит избрание папы римского на конклаве (фактически после 1378 года папа римский всегда избирается из числа самих кардиналов, хотя формально такого ограничения нет) и помощь в руководстве Римско-католической церкви, которую они оказывают коллегиально, исполняя совещательные функции при папе римском во время консисторий, и индивидуально, возглавляя ведомства и другие постоянные службы Римской курии и государства-града Ватикана. В совокупности кардиналы составляют коллегию кардиналов (до 1983 года — Священная коллегия кардиналов; несмотря на упразднение эпитета «священная», её до сих пор иногда так называют), возглавляемую деканом.

## Ранги кардиналов
Исторически сложились три ранга кардиналов:
- кардиналы-дьяконы;
- кардиналы-священники;
- кардиналы-епископы.

## История титула

Шаблон кардинальского герба

История кардиналов восходит к I веку н. э. — к семи древним диаконам, избранным апостолами и поставленным заботиться о малоимущих христианах (Деян. 6:1-6). При римском епископе долгое время сохранялась традиция избирать семерых привилегированных архидиаконов, которые вскоре сосредоточили в своих руках огромную финансово-административную и даже духовную власть, так как подчинялись напрямую папе. Причём римские папы сами часто зависели от своих ближайших и могущественных подчинённых — папских архидиаконов, — которых стали почтительно называть кардиналами. Титул кардинала папские архидиаконы не утрачивали даже тогда, когда их повышали по службе, рукополагая во пресвитеры и, далее, в епископы. Со временем всех кардиналов стали рукополагать в епископы, но при этом они получают двойной (параллельный) духовный сан. То есть, те католические епископы, которые носят титул кардинала, в какой бы части света они ни возглавляли свои епархии, обязательно приписаны к одному из приходских храмов города Рима в качестве простого священника или даже диакона.
На востоке Римской империи при императоре Феодосии I Великом слово Cardinalis встречается как название чиновника. С V по XI столетия так назывались духовные лица, занимавшие постоянные места при определённых городских приходских церквах, которые были прочно связаны со своими местами, «как дверь соединена с крюком, на котором висит». В то время как в других местах титул «кардинал» утрачивал своё значение и исчезал из обихода, в Риме он приобретал всё большее значение. Рим делился на семь округов («город на семи холмах»), из которых в каждом была своя главная церковь — Titulus, — и её настоятель назывался incardinatus, cardinalis. Эти церкви были приходскими в собственном смысле, — лишь в них преподавались священные церковные таинства. Кардиналы-священники и кардиналы-дьяконы Рима присутствовали в совете папы и принимали значительное участие в его избрании, когда выбор зависел от духовенства и народа, но считались пока что (как это можно видеть из соборных актов) ниже всякого епископа. Кардиналов-епископов тогда ещё не было, но епископы римской митрополии, конечно, принимали участие и в совете, и в выборе папы.

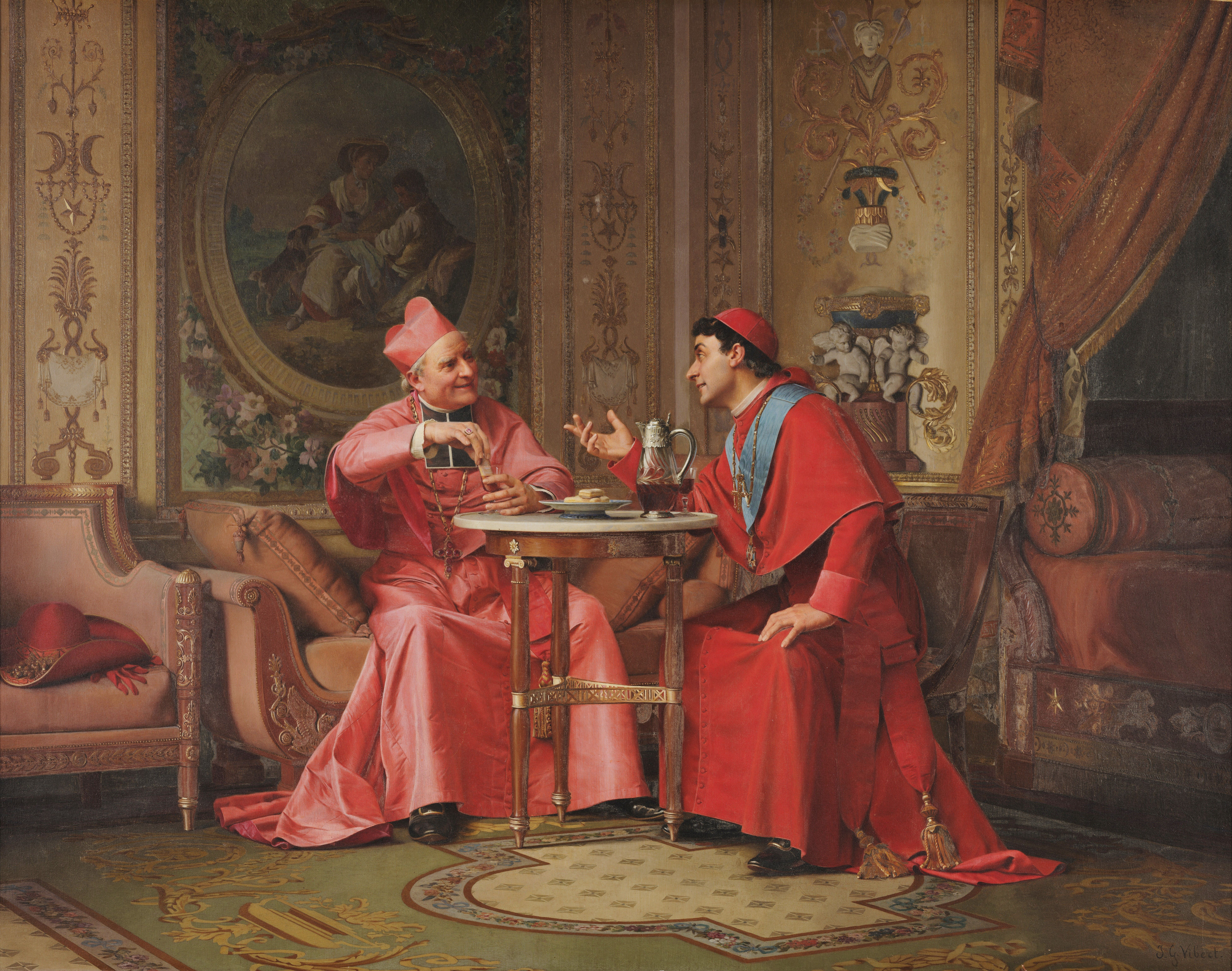
Жан Жорж Вибер. «Дружеская беседа кардиналов» (1880)

Лишь с XI века эти пригородные епископы: Остии (ныне Остии и Веллетри), Порто, Санта Руфины (позже соединенная с Порто), Альбано, Сабины, Тускулума и Палестрины (Пренесте) были названы кардиналами. Важное значение в истории развития кардинальского сана имеет изданный в 1059 году на Латеранском соборе декрет папы Николая II, по которому право избрания главы церкви отводилось исключительно Коллегии кардиналов. Этот декрет сохраняет свою силу и в настоящее время. При Иннокентии IV кардиналы получили статус выше всех епископов и красную шапку, символически означающую, что они до последней капли крови, не боясь смерти, будут действовать «pro exaltatione sanctae fidei, pace et quiete populi christiani, augmento et statu Sanctae Romanae Ecclesiae» («ради возвышения святой веры, мира и спокойствия в христианских народах, приращения и крепости Святой Римской Церкви»).
- Бонифаций VIII дал им княжескую мантию;
- Павел II — право иметь белую лошадь с красным покрывалом и золотыми поводьями;
- Пий V в 1567 году запретил именоваться кардиналами тем, кто не получил этого сана от папы;
- А при Урбане VIII (1630 год) кардиналы получили титул лат. «Eminentissimus», «Eminentia», «Его Высокопреосвященство», который носили духовные курфюрсты.

## «Кардиналы-миряне»
До 1918 года для назначения кардиналом не обязательно было иметь не только епископский, но и священнический сан. Любой мужчина, причисленный только к малому чину католической церкви, мог получить ранг кардинала-дьякона. Таких кардиналов традиционно называли «кардиналы-миряне», поскольку они не могли совершать таинств и не давали обета безбрачия, хотя и являлись клириками и получали первый постриг — тонзуру. Последний кардинал-мирянин скончался в 1899 году.

## Число кардиналов

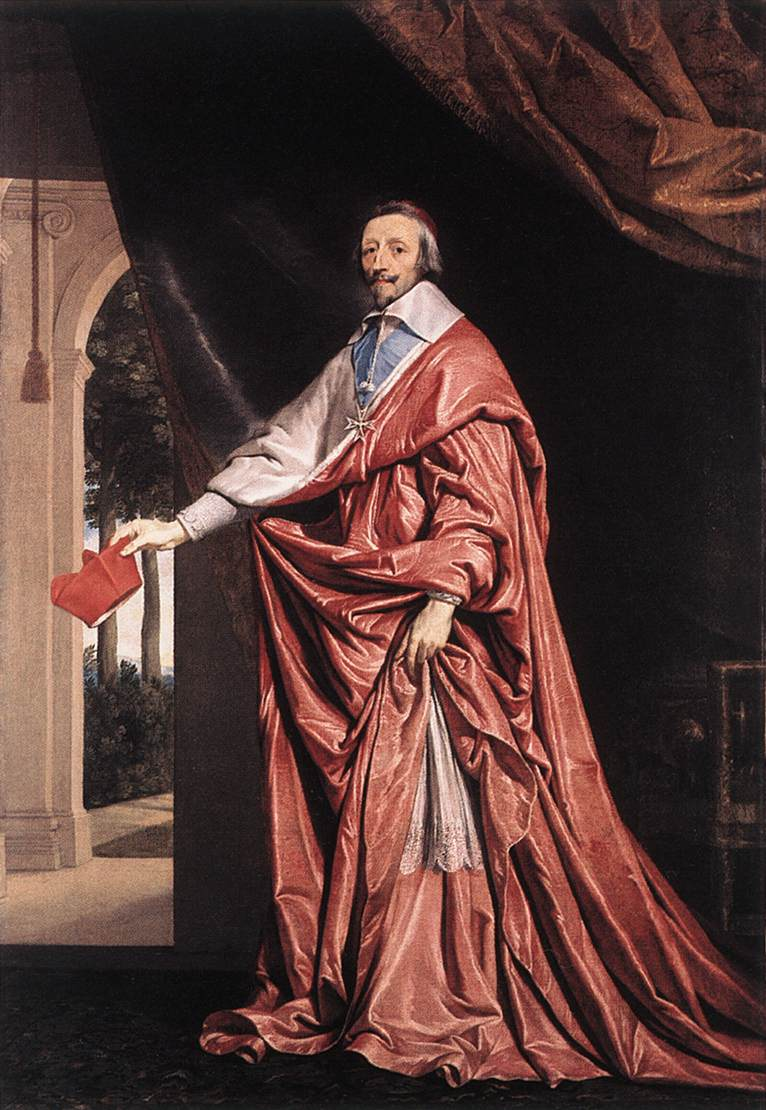
Французский кардинал Ришельё — первый министр Франции с 1624 по 1642

Число кардиналов бывало различно (в XII веке редко более 30, нисходило даже до 7) до 1586 года, когда по декрету папы Сикста V оно было определено в 70 (по числу 70 старейшин Израильских и 70 учеников Христовых): из них 6 кардиналов-епископов, 50 кардиналов-священников и 14 кардиналов-дьяконов. По данным на август 2025 года насчитывается 249 кардиналов, хотя согласно правилам, установленным Павлом VI, право голоса на конклаве имеют не более 120 человек (по данным на август 2025 года правом избирать папу римского обладают 129 кардиналов). Кардиналы-священники и кардиналы-дьяконы носят титулы по именам римских церквей и капелл, при которых они числятся. В своих и подчинённых им церквях кардиналы имеют епископскую юрисдикцию и, кроме того, много других привилегий. Кардиналы назначаются папой сначала в тайном, а потом в торжественном заседании консистории с соблюдением известных обрядов. Папа может назначить кардиналов, но некоторое время не объявлять их имён, хранить их «у себя в груди» (итал. in petto, лат. in pectore), причём счёт старшинства таких кардиналов ведётся со дня заявления папы о совершившемся назначении. Первыми назначенными in pectore кардиналами были Джироламо Алеандер и Реджинальд Поул.

## Сведения о кардиналах
Иностранцы (неитальянцы), получившие сан кардинала по рекомендации католических правительств и представлявшие при папских выборах своих государей, назывались кардиналами короны. Кардиналы вместе с папой образуют Священную коллегию, деканом которой считается старейший кардинал-епископ. Образуя папскую консисторию, они помогают ему в важнейших делах (causae majores). Для заведования известным кругом дел из кардиналов образуются комиссии, называемые «конгрегациями».
Далее, известные должности папского управления занимаются кардиналами. Таковы:
- Кардинал-камерленго (Camerlengo) — заведует финансами и от смерти одного до выбора другого папы занимает должность блюстителя папского престола;
- кардинал-викарий — помощник-заместитель папы в римской епархии;
- кардинал-вице-канцлер — председатель римской канцелярии;
- кардинал-государственный секретарь — премьер-министр и министр иностранных дел,
- кардинал государственный секретарь по внутренним делам,
- кардинал-великий пенитенциарий,
- кардинал-библиотекарь Ватиканской библиотеки и др.

## Облачение и привилегии
Главные наружные отличия кардинальского сана: красная мантия, красная шапочка, кольцо, крытый красной или фиолетовой материей зонтик, трон (в их собственной церкви) и герб. Полный список кардиналов можно найти в ежегодно выходящей в Риме «La Gerarchia Cattolica e la Famiglia Pontificia».
Кардиналов-дьяконов возглавляет кардинал-протодьякон, имеющий привилегии объявлять о выборе нового папы римского и короновать нового папу. Кардиналов-священников возглавляет кардинал-протопресвитер.